# Haplocarpha oocephala
Haplocarpha oocephala là một loài thực vật có hoa trong họ Cúc. Loài này được (DC.) Beyers mô tả khoa học đầu tiên năm 2000.